# Gabriele Holzner

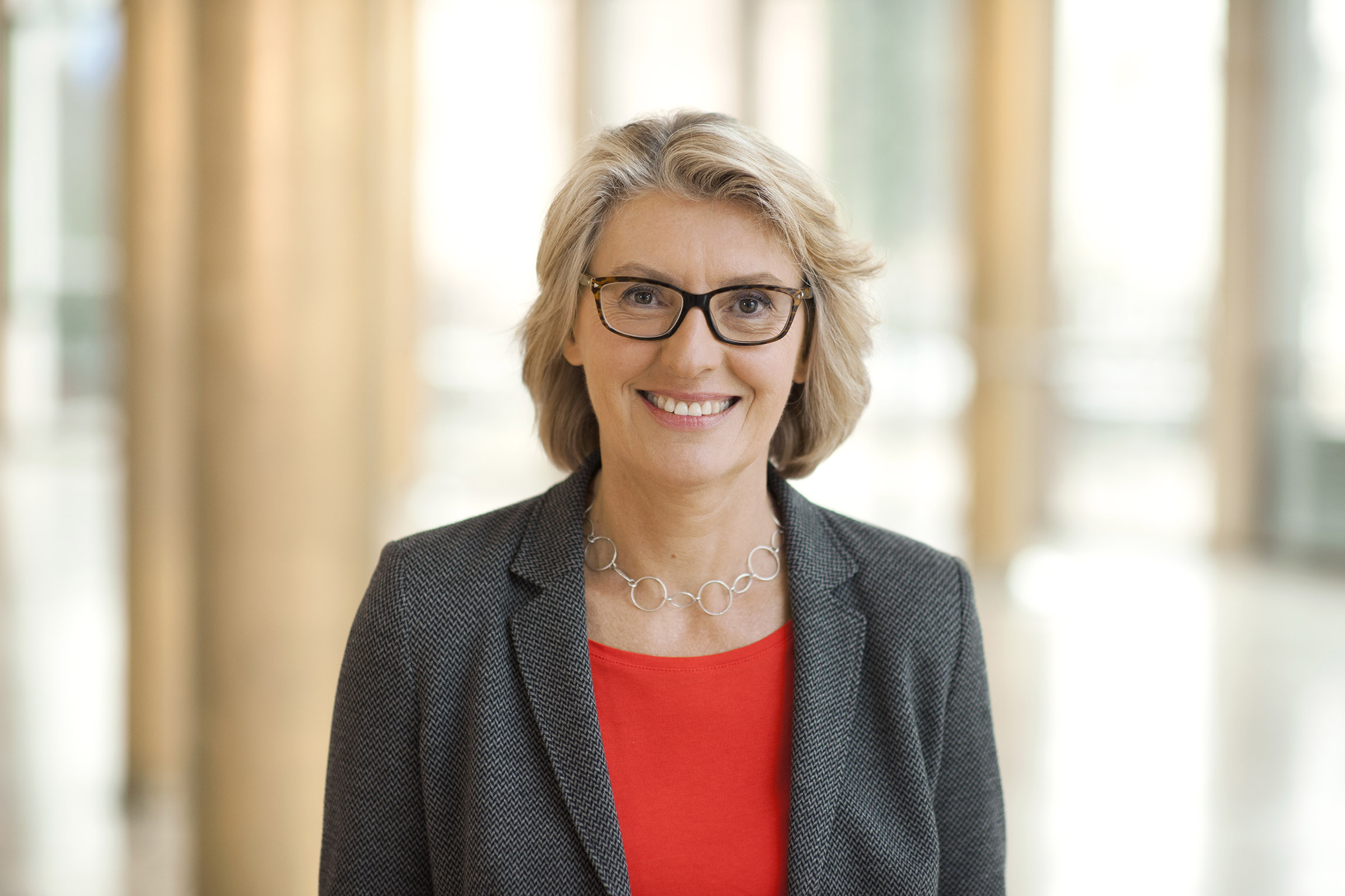
Gabriele Holzner

Gabriele Holzner (* 25. Mai 1960 in München) ist eine deutsche Journalistin und Change-Beraterin. Von 2016 bis 2024 war sie Programmdirektorin und seit 2021 stellvertretende Intendantin des Hessischen Rundfunks.

## Leben
Als Tochter eines Elektromeisters und einer Rechtsanwaltsgehilfin wuchs Gabriele Holzner mit einem jüngeren Bruder in München auf. Nach dem Abitur und einem Au-pair-Aufenthalt in Marseille studierte sie von 1980 bis 1985 Politikwissenschaft, Geschichte und Kommunikationswissenschaft an der Ludwig-Maximilians-Universität München.

## Berufliche Laufbahn
Von 1980 bis 1991 war Gabriele Holzner freiberufliche Journalistin, u. a. für den Bayerischen Rundfunk (Hörfunk und Fernsehen), die Süddeutsche Zeitung und freie Produktionsfirmen. Von 1987 bis 1989 machte sie ihr Volontariat beim Bayerischen Rundfunk.
Von 1991 bis 1993 war sie freie Mitarbeiterin für den Norddeutschen Rundfunk im Landesfunkhaus Mecklenburg-Vorpommern („Nordmagazin“, „Hanseblick“, „ARD-aktuell“). 1993 wurde sie im NDR-Landesfunkhaus Mecklenburg-Vorpommern Studioleiterin Landespolitik. 1997 wechselte sie zu ARD-aktuell in Hamburg und war dort bis 2000 verantwortliche Redakteurin für Tagesschau und Tagesthemen.
2000 wechselte sie zum Hessischen Rundfunk und war zunächst Leiterin des Landespolitischen Studios des hr in der Landeshauptstadt Wiesbaden. Von 2004 bis 2009 war sie Leiterin der Fernsehnachrichten und der Programmgruppe Aktuelles Fernsehen des hr in Frankfurt. Es folgte von 2009 bis 2010 eine Tätigkeit als freie Journalistin und Filmemacherin. 2010 wurde ihr die Leitung der Programmgruppe Kinder, Familie und Service des Hessischen Rundfunks übertragen.
Ab 1. März 2016 war Gabriele Holzner Fernsehdirektorin des Hessischen Rundfunks als Nachfolgerin von Manfred Krupp, der zum Intendanten gewählt wurde. Ab 1. August 2020 verantwortete sie die medienübergreifende Programmdirektion.
Im Rahmen der medienübergreifenden Ausrichtung der Programme des Hessischen Rundfunks wurde die Fernseh- und die Hörfunkdirektion aufgelöst und gemeinsam mit dem Bereich Multimedia unter einem Dach zusammengeführt. hr-Intendant Manfred Krupp begründete den Umbau mit „der sich rasant verändernden Mediennutzung“, der man Rechnung tragen wolle, indem sich der Sender noch besser crossmedial ausrichte. Zukünftig werde in den Programmbereichen integriert für alle Ausspielwege (Hörfunk, Fernsehen, Internet) gearbeitet. Damit werde der Weg fortgesetzt, den man mit der crossmedialen Aufstellung der Sportredaktion und im Bereich Hesseninformation bereits eingeschlagen habe.
Als Programmdirektorin blieb Gabriele Holzner verantwortlich für das gesamte Fernsehprogramm: für das hr-Fernsehen, für die Zulieferungen des hr zu den ARD-Gemeinschaftsprogrammen Das Erste, Tagesschau24, ARD Digital und ONE, den kooptierten Programmen von ARD und ZDF KiKA (Kinderkanal), Phoenix, Arte sowie für 3sat.
Neben Multimedia waren mit der Neuorganisation hinzugekommen die Verantwortung für die redaktionelle Planung und Produktion der sechs Radioprogramme – YOU FM, hr1, hr2-Kultur, hr3, hr4 und hr INFO – sowie die beiden Orchester des Hessischen Rundfunks: das hr-Sinfonieorchester und die hr-Bigband. Im Rahmen des ARD-Korrespondentennetzes ist die Programmdirektion auch für die hr-Korrespondenten im In- und Ausland zuständig. Ab 1. Januar 2021 war Gabriele Holzner auch stellvertretende Intendantin des Hessischen Rundfunks.
Im Oktober 2023 kündigte Holzner ihr vorzeitiges Ausscheiden an. Ihre Nachfolgerin Julia Krittian, bisher multimediale Chefredakteurin und Leiterin der Hauptredaktion Information des MDR, übernahm im November die medienübergreifende Programmdirektion des hr.
Berufsbegleitend absolvierte Holzner bereits von 2019 bis 2021 in mehreren Curricula eine Ausbildung zur Change-Beraterin und Organisationsentwicklerin am Institut für systemische Beratung (isb).
Gemeinsam mit Anke Groß, systemische Organisationsentwicklerin und interne Beraterin im Hessischen Rundfunk, beschreibt Gabriele Holzner in der Zeitschrift OrganisationsEntwicklung (Nr. 1/2024) die Herausforderung, angesichts veränderter Mediennutzung den hr aus einer linearen Sendeanstalt in ein Medien- und Kommunikationsunternehmen zu wandeln. Unter dem Titel „Portfoliosteuerung geht nicht nebenbei - Beidhändiger Kulturwandel im Hessischen Rundfunk“ geben die Autorinnen einen „Einblick in die Umsetzungsschritte der Doppelstrategie, einerseits Bewegtbild-Produkte für die Mediathek und jüngere Zielgruppen zu produzieren und andererseits dem linearen Fernseh-Auftrag gerecht zu werden.“
Für die Beratungsfirma Kraus und Partner berichtete Holzner im Februar 2025 in deren Podcastreihe "Transformation-to-go" darüber, wie sich Führung in der Transformation verändern muss und warum Widerstände gegen Veränderungen notwendig sind.

## Belege
1. ↑  Lebenslauf Gabriele Holzner, auf hr.de
2. ↑  Gabriele Holzner, Berthold Tritschler, Stephanie Weber // HR, SR, auf medienkorrespondenz.de, abgerufen am 30. Januar 2021
3. ↑  „Wir müssen jünger, diverser, digitaler werden“, auf faz.net
4. ↑  Torsten Zarges: Holzner will mehr Kooperation: "Wir machen vieles doppelt und dreifach". In: DWDL.de. 10. Februar 2021, abgerufen am 30. Oktober 2021.
5. ↑  HR-Programmdirektorin Holzner hört Ende 2024 auf, auf dwdl.de
6. ↑  Julia Krittian ist neue hr-Programmdirektorin, auf hr.de
7. ↑  Meine Reise durch die Veränderung, auf transformation-to-go.podigee.io

| Personendaten    | Personendaten                                                        |
| ---------------- | -------------------------------------------------------------------- |
| NAME             | Holzner, Gabriele                                                    |
| KURZBESCHREIBUNG | deutsche Journalistin und Fernsehdirektorin des Hessischen Rundfunks |
| GEBURTSDATUM     | 25. Mai 1960                                                         |
| GEBURTSORT       | München                                                              |